# Ковали (Челябинская область)
Ковали́ — посёлок в Кусинском районе Челябинской области. Входит в Магнитское городское поселение. Посёлок основан Ковалёвым на месте печей по выжигу древесного угля для железоделательных заводов Южного Урала.

## География
Через посёлок протекает река Каменка. Ковали расположены в непосредственной близости от посёлка городского типа Магнитка. Расстояние до районного центра, города Куса, 20 км.

## Население
| 2002 | 2010 |
| ---- | ---- |
| 311  | ↘214 |

Гендерный состав
По данным Всероссийской переписи 2010 года численность населения посёлка составляла 214 человек (103 мужчины и 111 женщин).

## Улицы
Уличная сеть посёлка состоит из 7 улиц.